# Elisa Bracci
Elisa Bracci (Madrid, España) es una diseñadora de moda española de ascendencia italiana.

## Biografía
Elisa Bracci llega al mundo de la moda después de una larga trayectoria artística. Escultora y diseñadora además de interiorista, se inicia en la Facultad de Bellas Artes de Madrid y en la Escuela de Artes y Oficios de la calle la Palma. Antes y durante ese periodo, expone escultura cerca de una docena de veces, con gran acogida de crítica y público. Traslada su universo al mundo la moda a principios de los años 80. Tras instalarse como creadora en el madrileño barrio de las Salesas, diseña e inaugura su tienda de Puerta de Alcalá en 1985. Durante esta época se consagra como una de las diseñadoras clave de la Movida madrileña.
Ese mismo año participa en las primeras ediciones de la Pasarela Cibeles junto a Jesús del Pozo, Sybilla, Manuel Piña, Agatha Ruiz de la Prada y Francis Montesinos entre otros. Despega una carrera internacional con desfiles y puntos de venta en capitales de la moda, como Milán, Florencia, Berlín o París.
En esta etapa firma el vestuario de las protagonistas de películas como Todo va mal y La mujer de tu vida de Emilio Martínez-Lázaro, Padre Nuestro de Francisco Regueiro o Banter de Hervé Hachuel. También es responsable de los estilismos de actrices como Victoria Abril, Carmen Maura o Marisa Paredes entre otras para eventos como los Premios Óscar, el Festival de San Sebastián o los Premios Goya y viste a importantes personajes de la cultura como Luis Gordillo, Antón Lamazares, Alfonso Albacete, Iván Zulueta o Inge Morath. Además participa en la "Expo'92" y diseña el vestuario de Chrissie Hynde líder de la banda The Pretenders para una serie de conciertos.
En 1996 abandona los circuitos de la moda española huyendo del entramado mediático y se muda a París donde es candidata a propuesta de La Chambre Syndicale de la Haute Couture para sustituir como directora creativa a Hubert de Givenchy en la maison francesa Givenchy. A la vez sigue trabajando en su etiqueta roja de prêt-a-porter.
En el año 2002 regresa a Madrid donde abre de nuevo su atelier homónimo bajo el lema de nouvelle couture, trajes a medida que hacen a las mujeres “más elegantes y estilizadas en su propia medida” Ella misma presume de poder vestir a muchas de las mujeres más elegantes e importantes del país.
Su estilo, dada su formación escultórica, está marcado por patrones limpios con volúmenes y mucho color inspirados por “una niña de los años 60” como ella misma se define.
Bracci aparece como uno de los personajes de la novela de Marc Lambron L’impromptu de Madrid definida como “Madre superior de la Movida, modista suprema …”